# Йоганн Хрістіан Ґюнтер
Йоганн Хрістіан Ґюнтер (8 квітня 1695 — 15 березня 1723) — німецький поет із м. Штріґау в Нижній Сілезії. Після відвідування гімназії в Швайдніці його батько, сільський лікар, у 1715 р. відіслав на навчання у Віттенберґ; але він не займався, пустився берега, не мав смаку до обраної для нього професії і врешті розірвав усі зв'язки з родиною. У 1717 році він поїхав до Ляйпціґа, де подружився з Йоганном Буркгардом Менке (1674–1732), який розпізнав у ньому великий талант. Там він опублікував поему про Пожаревацький мир (укладений між німецьким імператором та Портою в 1718 р.), яка створила йому репутацію. Його друг Менке рекомендував Ґюнтера польському королю Фрідріху Августу II Саксонському, але ця рекомендація завершилась катастрофою, оскільки Ґюнтер з'явився на прийнятті п'яним. З того часу він вів невлаштоване і хаотичне життя, занурюючись дедалі глибше у журбу та депресію, аж до смерті в Єні 15 березня 1723 року, всього лиш у віці 28 років. Ґете висловився про  Ґюнтера як про поета у повному розумінні цього слова. Його ліричні вірші в цілому свідчать про глибоку чуйність до життя, розвинену уяву, кмітливість і добре чуття мелодії та ритму; але у більшості з них відчувається повів зневіри, і грубі чи вульгарні порівняння нерідко вплітаються у рядки, породжені найчистішим натхненням його генія.

## Твори
- Вибрані поезії Ґюнтера були опубліковані в чотирьох томах (Breslau, 1723–1735).[6]
  - Вони також були включені до 6 тому Deutsche Dichter des 17ten Jahrh. (Leipzig, 1874), за ред  Julius Tittmann, а також до 38-го тому  Deutsche Nationalliteratur (1883) за ред. Kurschner.[6]
- Уявна автобіографія Ґюнтера зявилась у Schweidnitz в 1732, а також його життєпис у Siebrand у Ляйпціґу в 1738. Див.:[6]
  - Hoffmann von Fallersleben, J. Gb. Günther (Breslau, 1833)
  - O. Roquette, Leben und Dichten J. Ch. Günthers (Stuttgart, 1860)
  - M. Kalbeck, Neue Beiträge zur Biographie des Dichters C. Günther (Breslau, 1879).

### Українською мовою
Пять віршів Йоганна Хрістіана Ґюнтера — «Арія прощання», «Студентська пісня», «Леонорі на згадку про зустріч після чотирьохлітньої розлуки», «Богові» та «Подорож до Яуера» перекладені Василем Стусом та увійшли до 5-го (додаткового) тому творів Стуса, виданих у Львові в 1998 р..

## Зовнішні посилання
- Твори Йоганна Хрістіана Ґюнтера на LibriVox (public domain audiobooks)